# Kalachuris de Tripuri

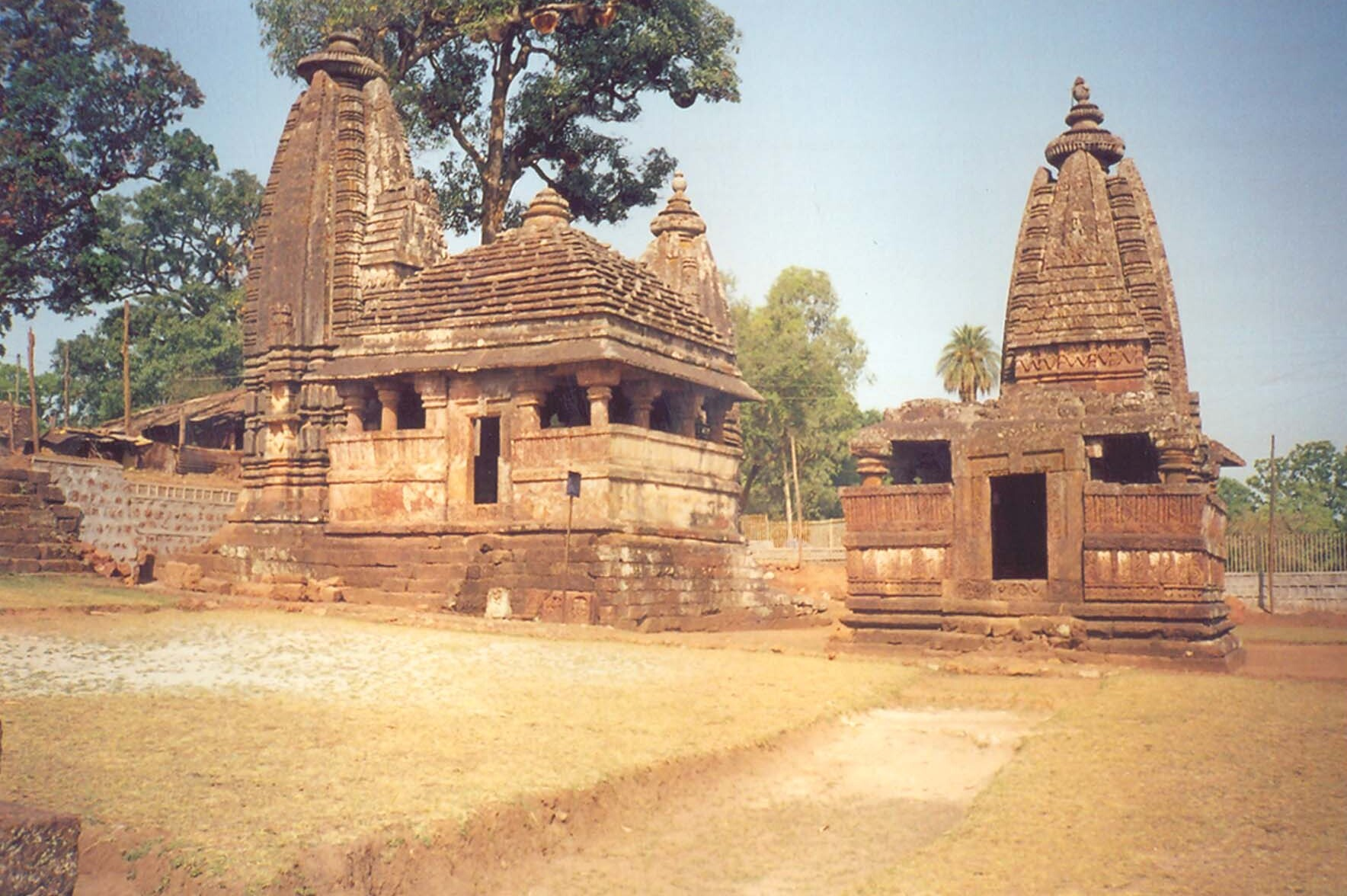
Temples d'Amarkantak, construïts durant el regnat Kalachuri

El Kalachuris de Tripuri, també coneguts com a Kalachuris de Chedi fou una dinastia que va governar grans parts de l'Índia central durant els segles IX a XII. Van governar la regió històrica regió de Chedi (també conegut com a Dahala-mandala), des de la seva capital Tripuri (moderna Tewar prop de Jabalpur, Madhya Pradesh). El Kalachuris de Tripuri van lliurar diverses batalles contra els Chandeles de Jejakabhukti, i més tard va tenir aliances matrimonials amb ells.
V. V. Mirashi ha teoritzat que els Kalachuris de Tripuri eren descendents dels primers Kalachuris de Mahishmati.

## Llista de governants
La següent és una llista dels governants kalachuris de Tripuri, amb estimacions de les dates dels seus regnats:
- Vamarajadeva (675-700)
- Shankaragana I (750-775)
- Lakshamanaraja I (825-850)
- Kokalla I (850-890); el seu fill més jove va establir la branca dels Kalachuris de Ratnapura[5]
- Shankaragana II (890-910), àlies Mugdhatunga
- Balaharsha (910-915)
- Yuvarajadeva I (915-945)
- Lakshamanaraja II (945-970)
- Shankaragana III (970-80)
- Yuvarajadeva II (980-990)
- Kokalla II (990-1015)
- Gangeyadeva 1015-1141)
- Karna (1041-1173), àlies Lakshmi-Karna
- Yashahkarna (1073-1123)
- Gaya-Karna (1123-1153)
- Nara-simha (1153-1163)
- Jaya-simha (1163-1188)
- Vijaya-simha (1188-1210)
- Ajaya-simha